# Mark 36

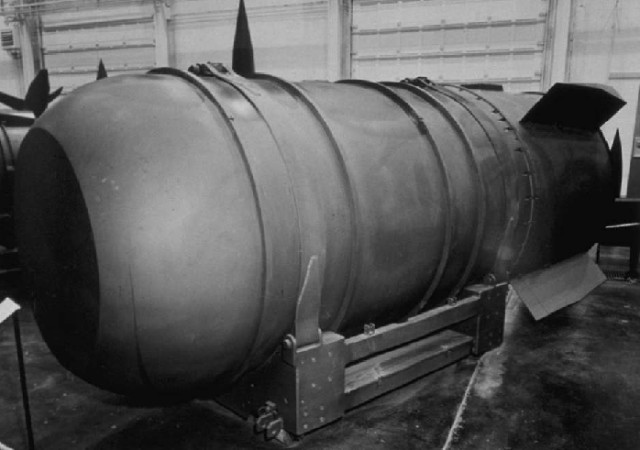
Mark 36

Mark 36 foi muma bomba termonuclear dos Estados Unidos, projetada na década de 1950, foi criada para ter um rendimento alto de 10 megatons.

## Historia
O Mark 36 era uma versão avançada da Mark 21(o Mark 21 por sua vez era uma evolução do camarão(Castle Bravo)), com o tempo bombas Mark 21 aposentadas eram convertidas em Mark 36, começaram a serem produzidas a partir de 1956, com 920 bombas produzidas, foram desmanteladas de agosto de 1961 e janeiro de 1962 para serem utilizadas na produção da B41.

## Variantes
Existiam dois variantes, o sujo e o limpo, o sujo tinha uma camada de U-238 envolvendo as esferas primárias e secundárias, os nêutrons energéticos que saem da fissão fissionam o núcleo do U-238, a versão limpa tem chumbo ou tungstênio envolvendo as esferas.
O variante sujo tem 2 vezes mais potência que o limpo.